# It Never Rains in Southern California (Album)
It Never Rains in Southern California ist das Debütalbum von Albert Hammond. Es erschien 1972  bei Mums Records und belegte in den amerikanischen Albumcharts Platz 77.

## Entstehung und Erfolg
Das Album wurde von Hammond und Don Altfeld produziert und von Michael Omartian arrangiert. Es erreichte in den amerikanischen Albumcharts Platz 77.
Der Titelsong belegte 1972 Platz zwei in den Adult Contemporary Charts, Platz fünf in den Billboard Hot 100 und Platz 51 in den UK-Single-Charts. Die Single Down by the River erreichte Platz 38 in den Adult Contemporary Charts und Platz 91 in den Billboard Hot 100. Die Single If You Gotta Break Another Heart erreichte 1973 Platz 63 in den Billboard Hot 100. The Air That I Breathe wurde 1974 zu einem großen Hit für die britische Band The Hollies.

## Titelliste
Alle Titel von Albert Hammond & Mike Hazlewood.
1. Listen to the World
2. If You Gotta Break Another Heart
3. From Great Britain to L.A.
4. Brand New Day
5. Anyone Here in the Audience
6. It Never Rains in Southern California
7. Names, Tags, Numbers and Labels
8. Down by the River
9. The Road to Understanding
10. The Air That I Breathe

## Rezeption
Joe Viglione von AllMusic äußerte sich zum Album wie folgt: „It Never Rains in Southern California  ist nicht nur der größte Solo-Hit von Albert Hammond, sondern das Album, das diesen Top-Five-Hit hervorbrachte, war die beste Darstellung des Songwriters, bis sein Album When I Need You ein paar Jahre später veröffentlicht wurde. Die Band groovt auf dieser Platte, und die Songs sind lebendiger als auf den Folgealben The Free Electric Band von 1973 und dem selbstbetitelten Albert Hammond von 1974. Songs wie Down by the River und The Road to Understanding haben mehr Enthusiasmus und Temperament als die Stücke auf den beiden Nachfolgealben. Albert Hammond, besser bekannt als Songschreiber für Jefferson Starship, Julio Iglesias oder Leo Sayer, hätte selbst ein Superstar werden können, wenn er das hohe Niveau des Songwritings auf dieser Scheibe beibehalten hätte.“